# Валяй, порадуй меня!
«Валяй, порадуй меня!» (англ. Go ahead, make my day) — крылатое выражение в английском языке, приписываемое Чарльзу Пирсу и произнесённое персонажем фильма «Внезапный удар» (1983), Грязным Гарри (Гарри Каллахан), которого играет Клинт Иствуд. В варианте «порадуй меня» (англ. make my day), фраза использовалась с начала XX века, но фильм придал ей новую популярность. Типично используется как реакция на угрозу оппонента в случаях, когда исполнение угрозы позволит говорящему получить удовольствие от приведения в действие своего контрплана.
Фраза попала в список ста известных цитат из американских фильмов по результатам опроса Американского института киноискусства в 2005 году, это шестая по популярности цитата из американского кинематографа.

## Сюжет
В самом начале фильма Гарри Калахан заходит в кафе, чтобы купить свою ежеутреннюю кружку кофе. В кафе в это время происходит ограбление; бандиты требуют сохранять молчание в присутствии Гарри, и официантка, слишком испуганная, чтобы предупредить его словами, вместо этого насыпает немыслимое количество сахара в кофе. Выйдя из кафе на улицу и попробовав кофе, Гарри понимает, что происходит нечто необычное и возвращается, в перестрелке убивая бандитов. Однако уцелевший грабитель берёт официантку в заложницы и, приставив пистолет к её голове, угрожает убить её. Вместо отступления Гарри нацеливает свой Smith & Wesson Model 29 в голову бандита и произносит эту фразу, намекая, что в случае причинения вреда официантке Гарри будет весьма рад поводу для того, чтобы убить преступника (который верит угрозе и сдаётся). В конце фильма Гарри повторяет фразу (в варианте англ. Come on, make my day) перед тем, как застрелить насильника (который попытался-таки атаковать первым).

## В итальянском
Фраза стала крылатым выражением в итальянском языке (итал. Coraggio… fatti ammazzare) после того, как была использована в качестве названия для итальянской версии фильма.

## Использование
Популярность фразы далеко превзошла популярность фильма, сегодня многим уже трудно вспомнить, в каком именно фильме о Грязном Гарри она употребляется.
В 1985 году Рональд Рейган сказал: «Тем [конгрессменам], кто хочет поднять налоги, я скажу только: „давайте, порадуйте меня“», указав предварительно, что он уже заготовил ручку для вето. По мнению Эми Каплан, Рейган при этом не только ассоциировал свою власть с Грязным Гарри, но и создавал подсознательную связь со своими реформами по урезанию велфера, жертвами которых преимущественно были женщины и темнокожие (так в сцене из фильма Гарри подвергает опасности жизни официантки и негра-грабителя, а не свою).
В Кении благодаря популярности фильма в 1990-х искажённое англ. Make my day преобразовалось в «Макменде», имя популярного супергероя.